# コクレーン (ミサイル駆逐艦)
|          | |
| 艦歴     | |
| 発注     | 1960年3月25日 |
| 起工     | 1961年7月31日 |
| 進水     | 1962年7月18日 |
| 就役     | 1964年3月21日 |
| 退役     | 1990年10月1日 |
| その後   | スクラップとして売却 |
| 除籍     | 1992年11月20日 |
| 性能諸元 | |
| 排水量   | 満載：4,642トン |
| 全長     | 440 ft 3 in (134.2 m) （アダムズ級で最長）                                                                               |
| 全幅     | 44 ft 11.5 in (13.7 m)                                                                                                   |
| 吃水     | 22 ft (6.7 m) |
| 機関     | バブコック・アンド・ウィルコックスボイラー4缶 1,200psi 蒸気タービン2基、2軸推進                                          |
| 最大速力 | 30ノット以上 |
| 乗員     | 士官22名、下士官21名、兵員298名                                                                                          |
| 兵装     | Mk 13ターターミサイル発射機 1基 Mk 42 5インチ（127mm）砲 2基 Mk 112アスロック 8連装発射機 1基 Mk32 3連装短魚雷発射管 2基 |
| モットー | |

コクレーン(USS Cochrane, DDG-21)は、アメリカ海軍のミサイル駆逐艦。チャールズ・F・アダムズ級ミサイル駆逐艦の20番艦。艦名はエドワード・L・コクレーン海軍中将に因む。

## 艦歴
コクレーンは1961年7月31日にワシントン州シアトルのピュージェット・サウンド・ブリッジ・アンド・ドライドック社で起工する。1962年7月18日に進水し、1964年3月21日に就役した。
コクレーンは1990年10月1日に退役し、1992年11月20日に除籍、2000年11月14日にテキサス州ブラウンズヴィルのインターナショナル・シップブレーキング社にスクラップとして売却された。